# Бергман, Рассел
Рассел Бергман (англ. Russell Bergman; род. 13 сентября 1947, Реймен, штат Иллинойс) — американский баскетбольный тренер.

## Карьера
Большую часть тренерской карьеры Бергман провел в США. После военной службы в течение трёх лет совмещал работу ассистента тренера в студенческой команде и преподавателя в университете штата Северная Каролина. Затем 19 лет в качестве главного тренера возглавлял команду университета Южной Каролины. Затем работал тренером в команде Континентальной баскетбольной ассоциации и тренером-скаутом в клубе «Юта Джаз».
С 2005 по 2009 годы Бергман работал ассистентом тренера в клубе «Химки». В сезоне 2012/2013 помогал на тренерском мостике в «Красных крыльях», в составе которых стал обладателем Кубка России и Кубка вызова. В сезоне 2013/2014 Бергман занимал пост главного тренера в клубе «Спартак-Приморье».
С 2014 года является ассистентом главного тренера в краснодарском клубе «Локомотив-Кубань».

## Достижения
- Обладатель Кубка Вызова ФИБА: 2012/2013
- Чемпион КБА: 1996/1997
- Чемпион Катара: 2010/2011
- Обладатель Кубка России: 2012/2013